# Рушник фута

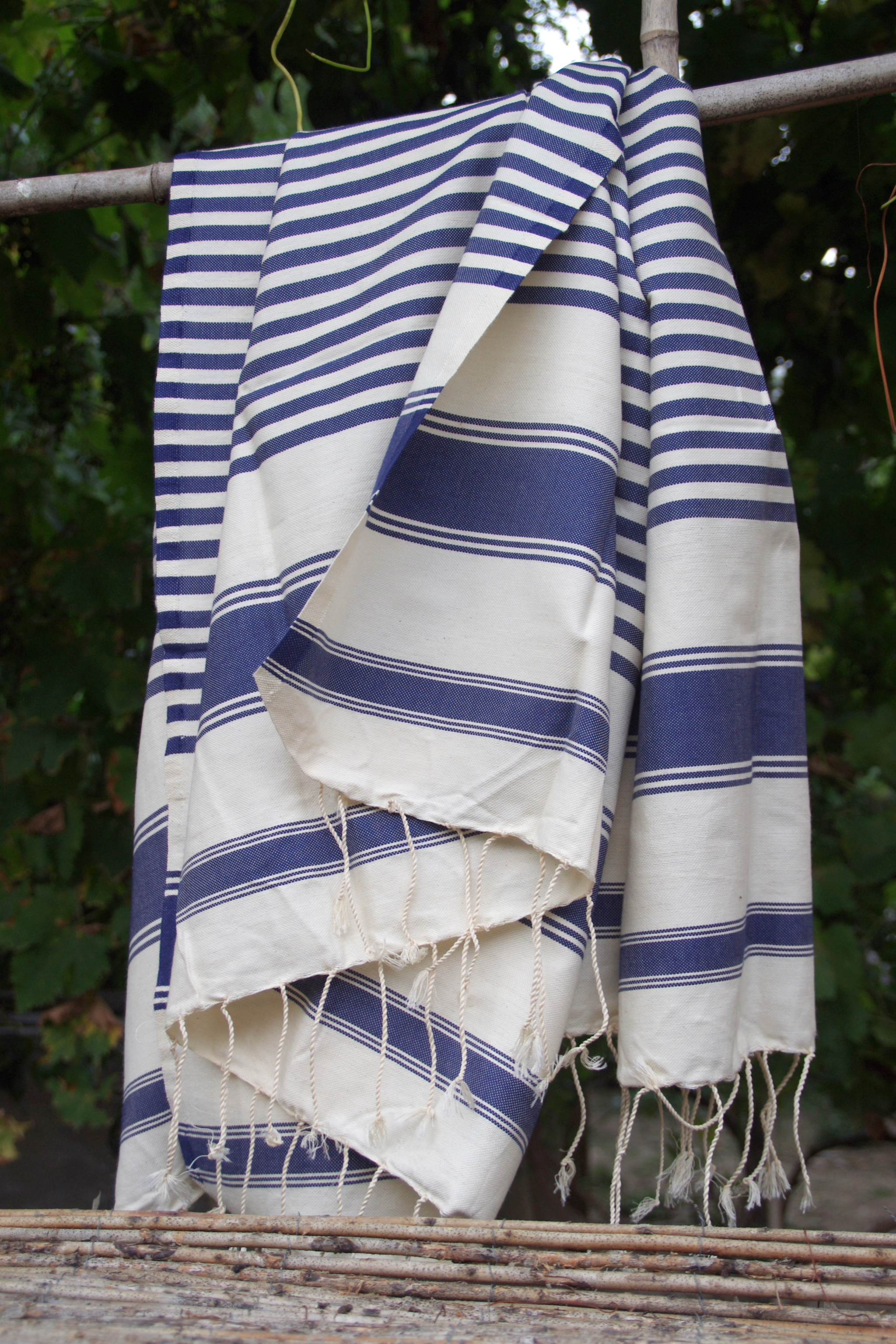
Рушник фута

Фута (араб. فوطة) — шматок тонкої візерунчастої бавовняної або лляної тканини туніського походження, що використовувалася в багатьох країнах Середземномор'я та Ємені. Серед інших застосувань, їх носили як чоловіки, так і жінки, обмотуючи навколо тіла під час відвідування громадських лазень у Сирії XIX століття. В Алжирі консервативні жінки носили футу поверх саруеля. Так само в деяких частинах південної Саудівської Аравії чоловіки носили футу як настегенну пов'язку під халатом або просто так, коли відпочивали вдома. Сьогодні фута широко використовується в західному світі як турецький банний рушник (рушник для хамаму) або навіть пляжний рушник. У Сомалі їх також використовують як головні убори, наприклад, серед сомалійської аристократії, дубатів та загального сомалійського чоловічого населення, які носять їх подібно до тюрбана.